# Specsavers
Specsavers Optical Group Ltd er en britisk multinational optikerkæde. I Storbritannien har de en markedsandel på 42 %. Selskabet blev etableret i 1984 af mand og kone Doug Perkins og Mary Perkins.
I alt har de 2.111 afdelinger i 11 lande. I Danmark driver de forretning igennem datterselskabet Louis Nielsen.